# Schiersteiner Hafen
Der Schiersteiner Hafen liegt in Wiesbaden-Schierstein, Hessen.

## Geografie
Der Hafen liegt am südlichen Ortsrand von Schierstein bei Rheinkilometer 506,0 R auf einer Höhe von 83 m ü. NN und ist ein Zentrum des Wassersports der hessischen Landeshauptstadt Wiesbaden. Westlich liegt das Wasserwerk Schierstein und das Naturschutzgebiet Niederwallufer Bucht. Er wird überwiegend als Yachthafen genutzt. Viele Wassersportvereine haben am Ufer ihre Vereinsgelände und im Hafenbecken ihre Liegeplätze. Neben dem Schutzhafen gibt es bei Rhein-km 505,7 R einen Landungssteg und bei km 504,8 R einen Stromhafen mit einem Halbportalkran und zwei Getreideheber, die das Raiffeisen Kraftfutterwerk (Agravis Raiffeisen) als Werkslände betreibt. Am Südufer des Hafenbeckens ist das Wasser- und Schifffahrtsamt Bingen ansässig und betreibt dort eine eigene Steganlage für seine Betriebsboote und Arbeitsschiffe. Von Norden mündet der in Frauenstein entspringende Lindenbach in den Hafen.

## Geschichte

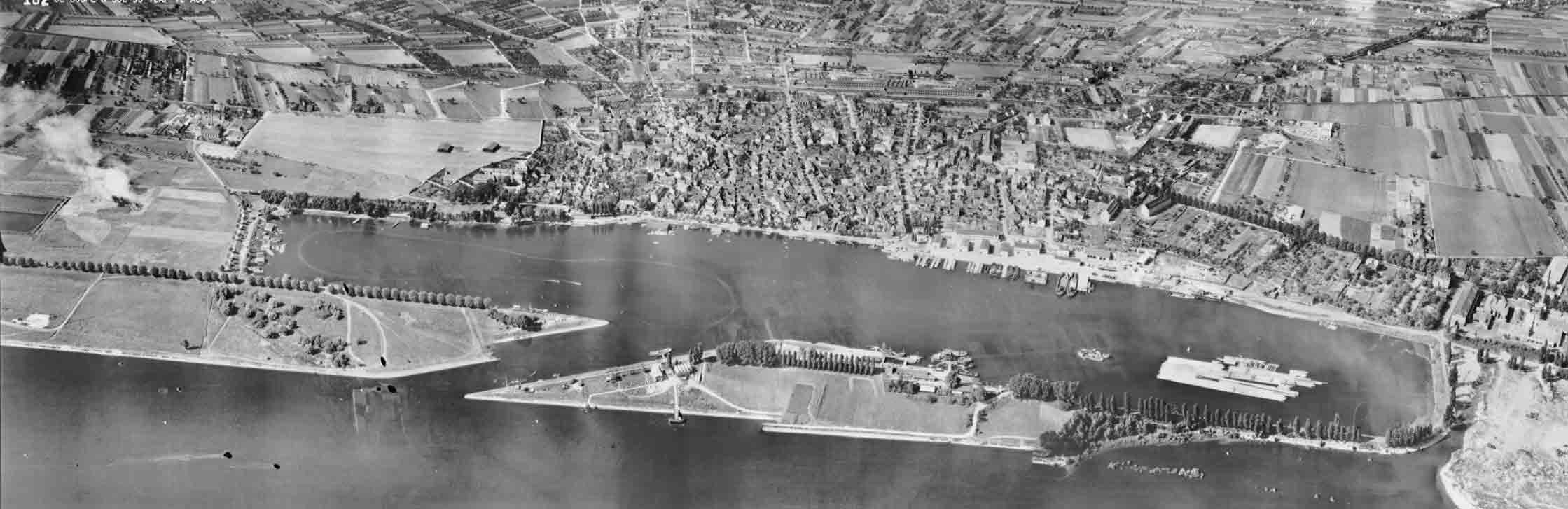
Schiersteiner Hafen am 12. August 1953

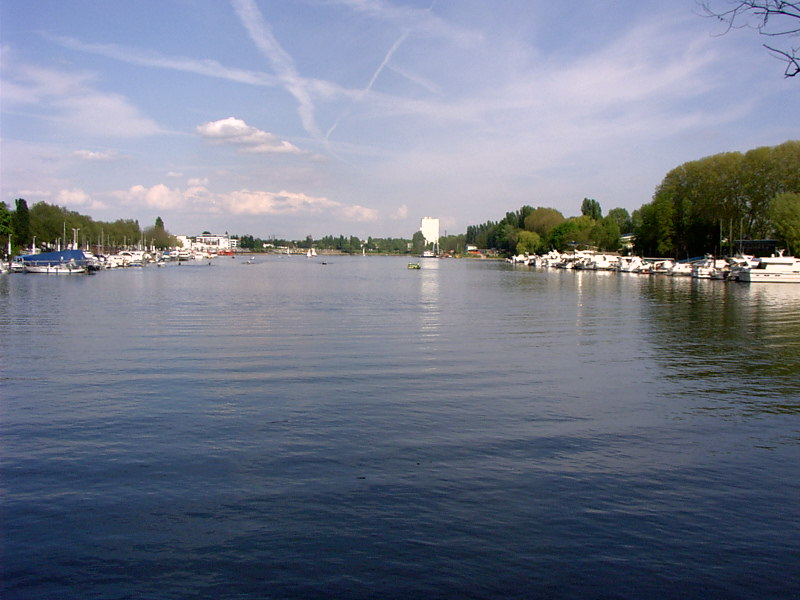
Das Schiersteiner Hafenbecken

Der Hafen wurde 1858 als Binnenhafen angelegt. 1923 wurde der Westhafen von der Stadt Wiesbaden verlängert, allerdings nicht der Größe wegen, sondern weil der Erdaushub für einen Damm zur Vergrößerung der Wassergewinnungsanlage zwischen Schierstein und Niederwalluf benötigt wurde. Am 17. Oktober 1932 landete das Flugschiff Dornier Do X im Rahmen seines Deutschlandfluges im Schiersteiner Hafen. 
Das Hafenbecken hat eine Länge von 1400 Meter und eine Breite von über 200 Meter. Bis zur Wende war hier der Standort einer Kaserne der Flusspioniere der Bundeswehr. Die Anlagen wurden abgerissen. An deren Stelle ist Wohnbebauung getreten, an die sich im Osten die Hauptverwaltung der Schufa anschließt. Dadurch ist das ganze Nordufer des Hafens als Hafenpromenade zugänglich geworden. Ferner war zwischen dem Hafenbecken und der Schiersteiner Brücke das Gelatine-Werk Stoess – besser bekannt als Knochenmühle – angesiedelt. Die Fabrik wurde jedoch ebenfalls längst abgerissen, das unbebaute Grundstück ist ein weiteres begehrtes Entwicklungsobjekt für Wiesbaden. Der Hafen ist ein Naherholungsgebiet für Wiesbaden und Umgebung. Viele Gaststätten stehen an Land und sogar auf dem Wasser (Arche Noah) zur Verfügung. Ausflüge mit dem Fährschiff Tamara zur Rettbergsaue sind möglich. Im westlich anschließenden Auengelände des Wasserwerkes Schierstein ist die Beobachtung von Weißstörchen möglich. Sie brüten teilweise auf den Armen von Hochspannungsmasten, deren Leitungen hier in großer Höhe den Rhein überqueren.
Die schmale Hafenausfahrt zum Rhein wird von der 1967 errichteten Dyckerhoff-Brücke (Fußgängerbrücke) überspannt, welche vom gleichnamigen ortsansässigen Zementhersteller zu dessen 100-jährigem Bestehen gesponsert wurde. Die Brücke mit ihrem eleganten Bogen war eine der ersten Spannbeton-Brücken in Deutschland. Sie ermöglicht es, den Hafen zu Fuß zu umrunden.
Mitte Juli findet auf der Promenade das Schiersteiner Hafenfest mit Feuerwerk statt.

## Wassersport
Der Hafen wurde zu einem Wassersport-Zentrum mit Regattastrecke ausgebaut.
Zum Schiersteiner Hafenfest wird ein Drachenboot-Rennen veranstaltet. Außerdem findet alljährlich die Ruderregatta der Rudergesellschaft Wiesbaden-Biebrich im Schiersteiner Hafen statt.

Von August 2007 bis August 2010 führte zudem die 1,9 Kilometer lange Schwimmstrecke des Triathlons Ironman 70.3 Germany als Wendepunktstrecke durch das Schiersteiner Hafenbecken, an dessen westlichem Ende sich auch die erste Wechselzone zum Radfahren befand.
Auf dem Schiersteiner Hafen wird seit einigen Jahren regelmäßig die Wiesbadener Stadtmeisterschaft der Formula Future im Schlauchbootslalom ausgetragen. Wiesbaden stellt in dieser Disziplin seit dem Jahr 2000 einen Europameister, zwei Deutsche Meister, drei Vizemeister, vier Hessenmeister und einen 5. Platz bei einer Weltmeisterschaft. Führend in Platzierung und Jugendarbeit ist hierbei der Wiesbadener Yacht-Club. Für die Stadtmeisterschaften und das dazu notwendige Training ist im Osthafen ein Bojenparcours ausgelegt.
In den Jahren 1955 bis 1957 wurden im Hafen Motorbootrennen ausgetragen. Dabei ging es um Wertungspunkte für die Deutschen Meisterschaften und das Blaue Band von Schierstein. Mit am Start waren auch lokale Fahrer wie Kurt Gersch und Max und Rolf Staeves, von Beruf alle Bootsbauer.
Am Schiersteiner Hafen sind mehrere Yachtclubs und Wassersportvereine ansässig, darunter der Motorbootclub Mittelrhein und der Wassersportverein Schierstein.
Im Schiersteiner Hafen lag ein Bootshaus der Wiesbadener Schulen und der Rudergesellschaft Wiesbaden-Biebrich, die hier für Schüler und Erwachsene Rudern als Breiten- und Leistungssport anbieten. Dieses Boot kann nicht mehr genutzt werden, da die erforderliche Sicherheit nicht länger gewährleistet ist. Stattdessen gibt es als Provisorium eine Bootshalle auf der Rasenfläche westlich des Hafens. Die Stadt Wiesbaden hat aber zugesagt, im nächsten Haushalt die Voraussetzungen für ein neues schwimmendes Bootshaus zu schaffen, zumal für die provisorische Halle nur eine befristete Genehmigung erteilt wurde.
Die Volkshochschule Wiesbaden bietet seit über 15 Jahren Ausbildung für Wassersportler auf dem Schiersteiner Hafen an, darunter Revierkundeseminare, Bootsführerscheine für Segel- und Motorboote sowie Navigation.
Seit 2008 bieten auch kommerzielle Anbieter in Schierstein Segel- und Motorbootunterricht, alle Sportbootführerscheine, Sportküstenschifferschein (SKS), Schleusenfahrten, Ausflugsfahrten und Reviererkundungsfahrten an.

## Umwelt
Das Sediment im Hafenbecken weist zum Teil deutlich erhöhte Schwermetallgehalte auf, die nach Auswertung der tiefenorientierten Beprobung zur Tiefe hin deutlich abnehmen. Die Belastung mit Kupfer, Nickel und Quecksilber überschritt bei einer Untersuchung im Jahre 2001 den Prüfwert, Zink an drei Stellen sogar den Sanierungsschwellenwert. In Sedimentproben mittels Greifer konnten außerdem deutlich erhöhte Gehalte an Organozinn-Verbindungen ermittelt werden. Mit einer Spitzenkonzentration von max. 460 μg/kg für den Einzelparameter Tributylzinn liegen die Gehalte deutlich über der Zielvorgabe der ARGE Elbe von 25 μg/kg.

## Verkehr
Der Schiersteiner Hafen ist über Gemeindestraßen zur Bundesautobahn 66 und 643 hin erschlossen. Ein Bahnanschluss besteht an den Hafenanlagen nicht mehr.

Bildergalerie
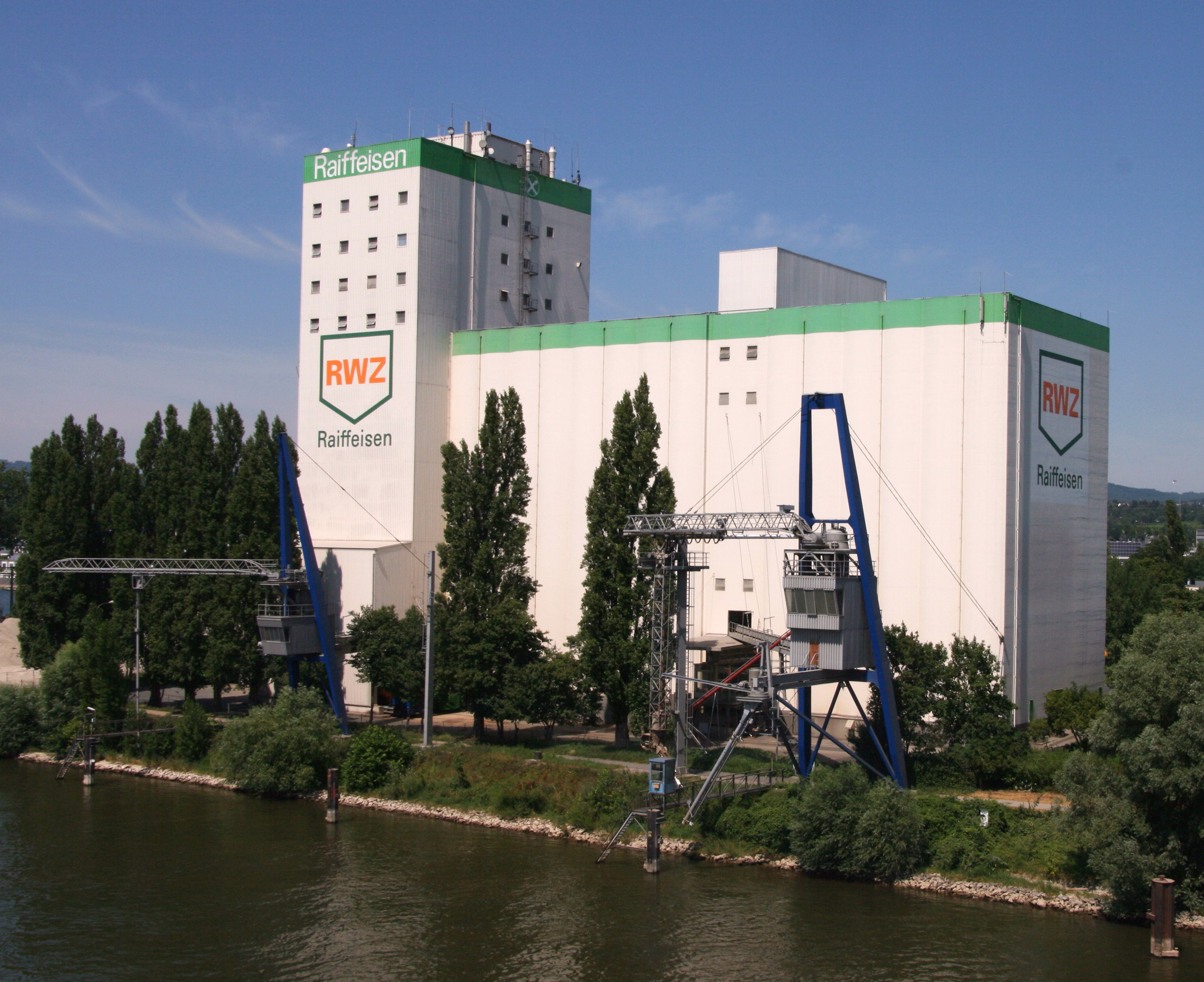
Werkslände Schierstein
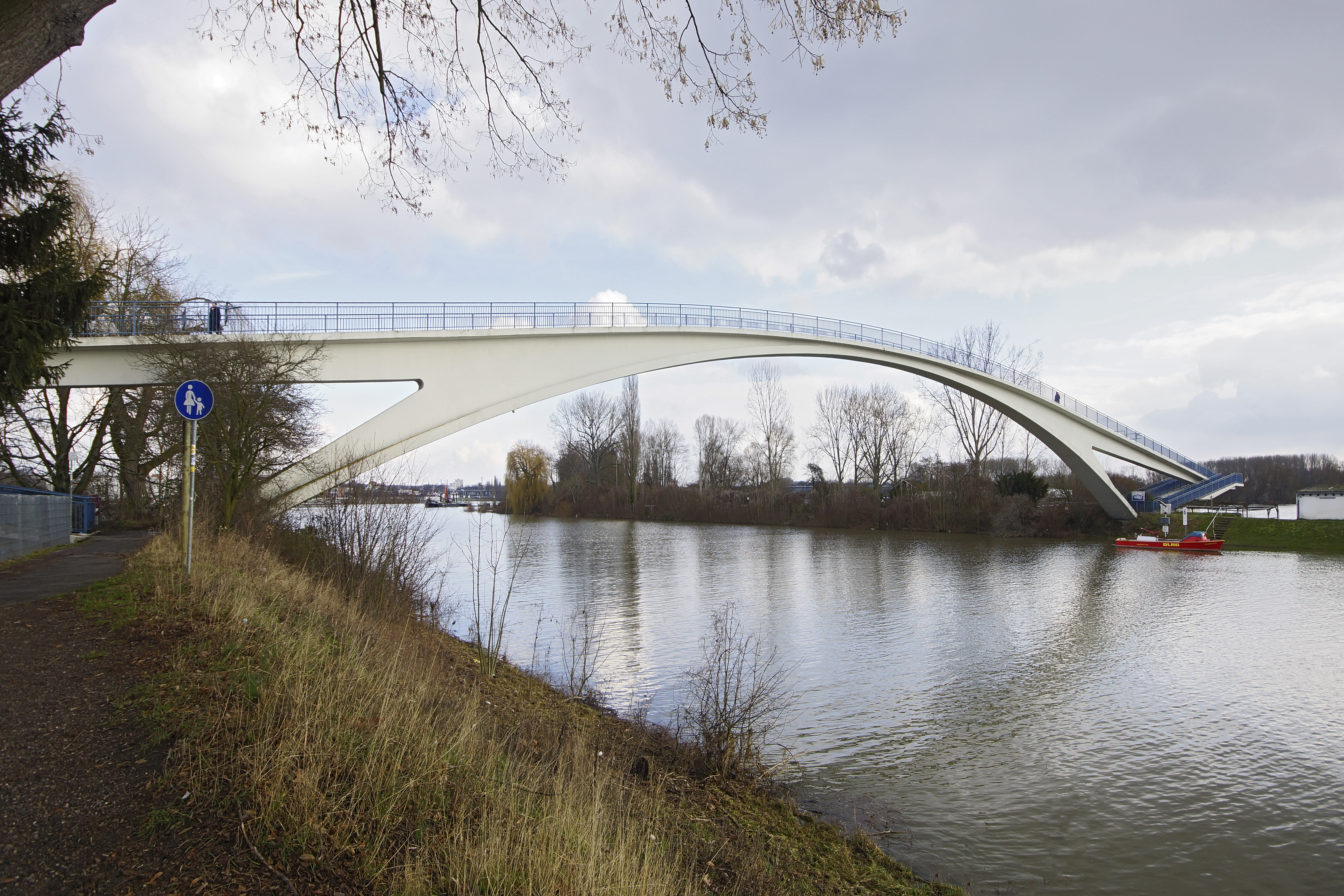
Dyckerhoff-Brücke über die Hafeneinfahrt
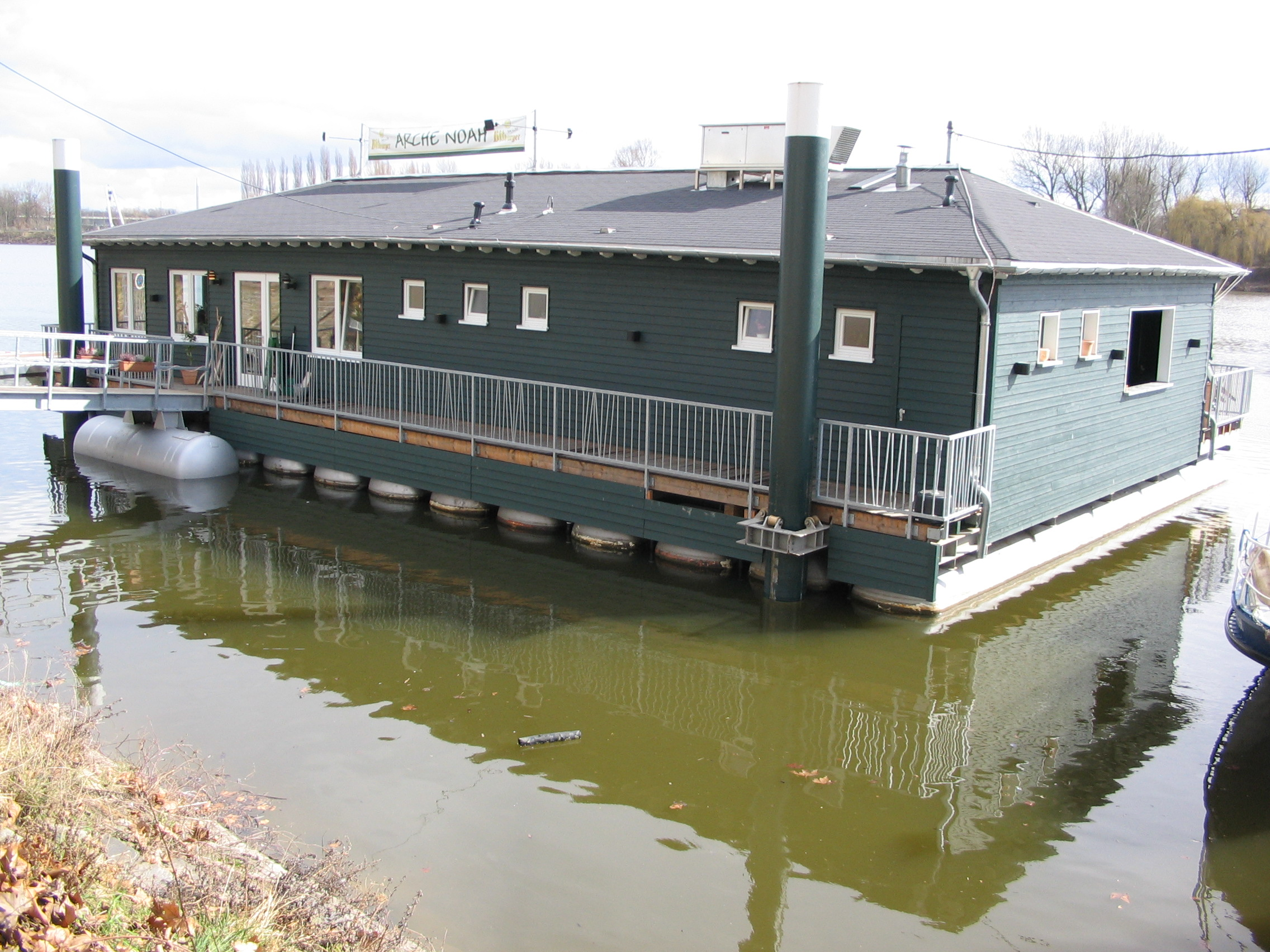
Schwimmendes Restaurant Arche Noah
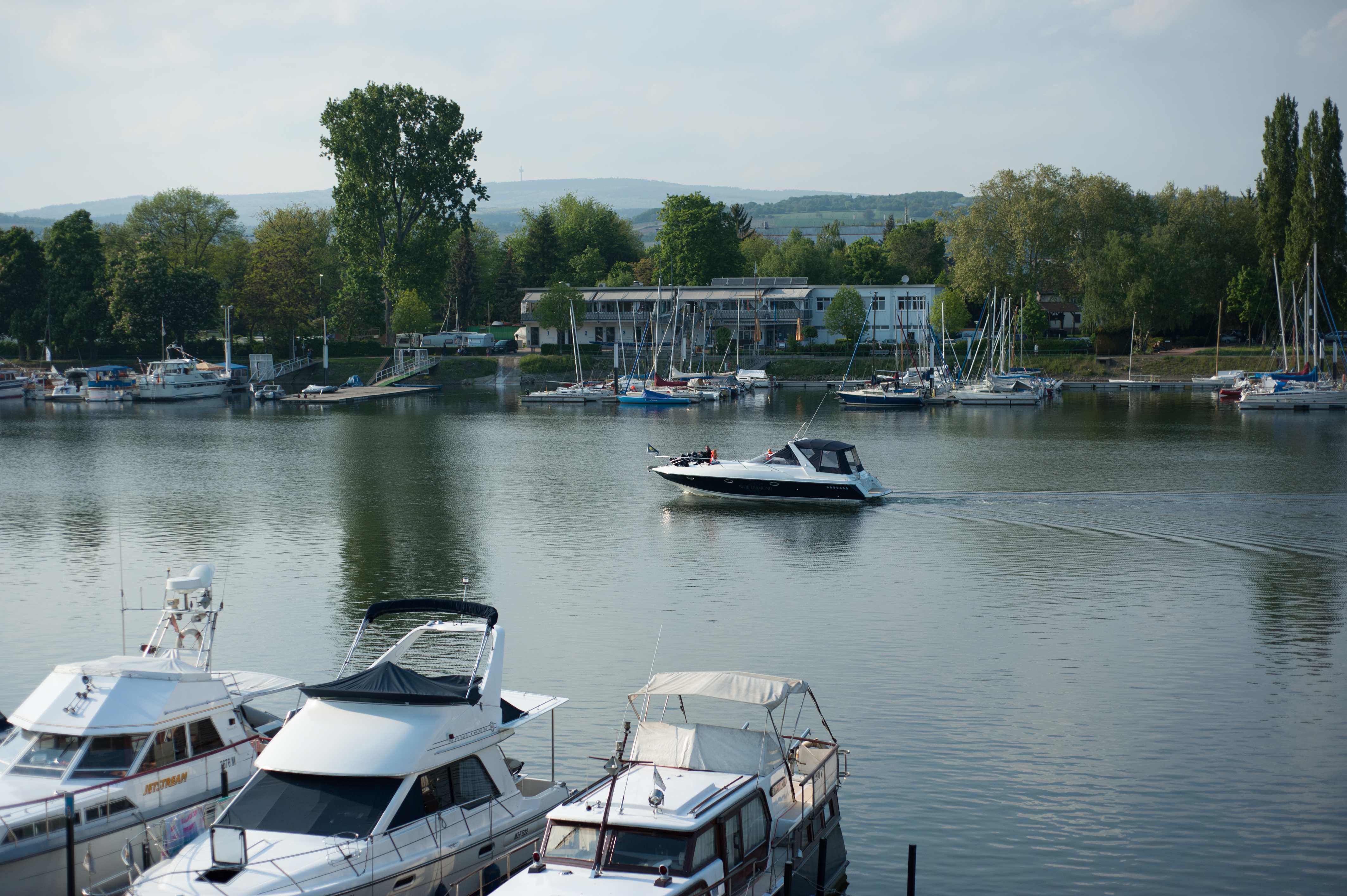
Schiersteiner Hafen
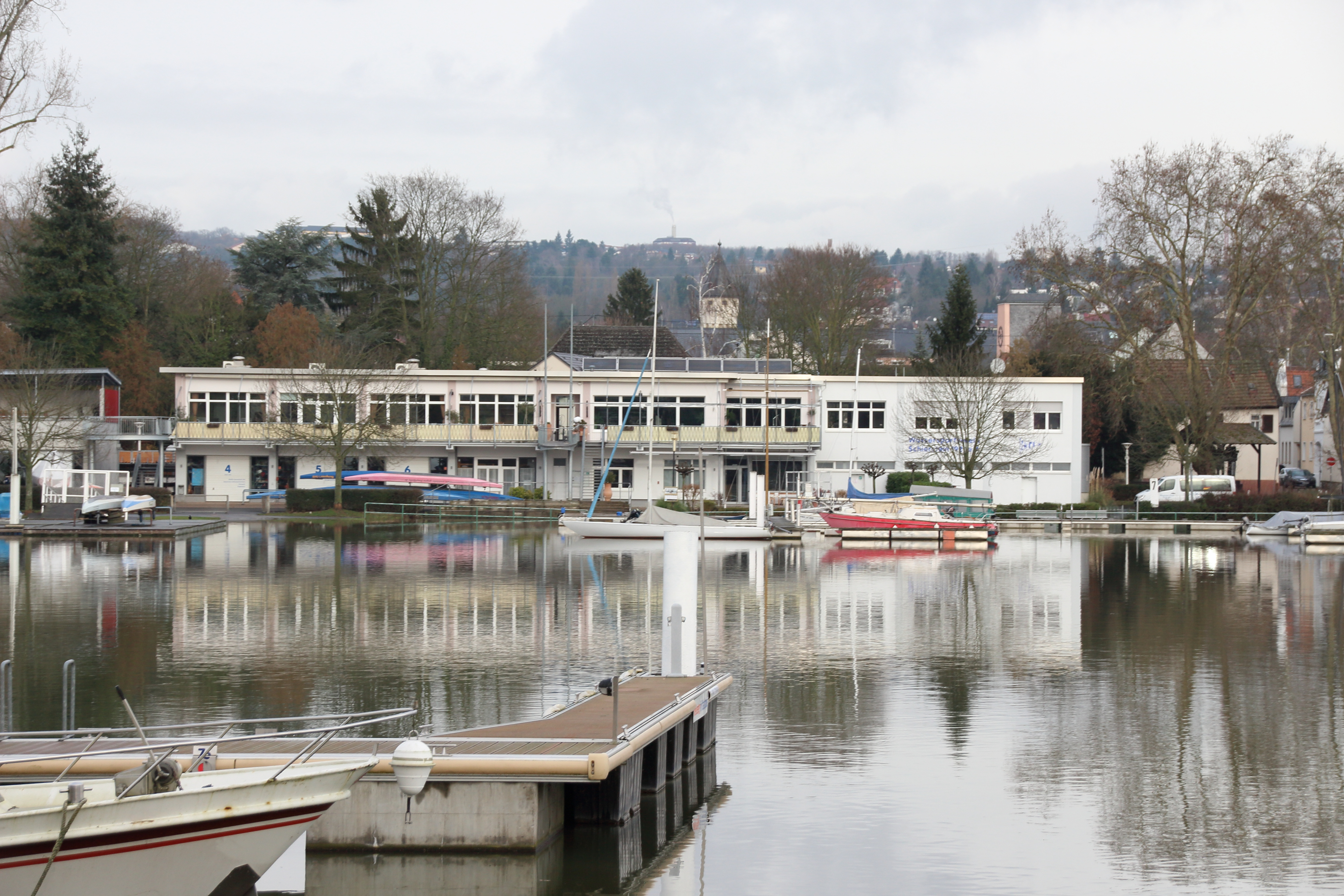
Vereinsgebäude des Wassersport Vereins Schierstein e. V.